# عبد المجيد الرافعي
عبد المجيد الرافعي (مواليد 11 ابريل 1927 في طرابلس - توفي في 12 يوليو 2017 في منزله في منطقة ابي سمراء مدينة طرابلس)، سياسي لبناني ونائب سابق في مجلس النواب اللبناني. شغل منصب عضو قيادة قومية لحزب البعث العربي الاشتراكي وكان رئيس حزب طليعة لبنان العربي الاشتراكي.
درس الطب في جامعة لوزان في سويسرا ومارس المهنة ابتداء من منتصف الخمسينيات حيث كان قريبا جدا من المواطنين الذين تحولوا إلى ناخبين داعمين له ففاز في عضوية المجلس النيابي لأول مرة عام 1972 وتقدم على اقرب منافسيه بـ 543 صوتا (الرئيس رشيد كرامي) وظل نائبا حتى العام 1989 حين تم الاتفاق على الدستور الجديد الذي عرف باتفاق الطائف

## تواريخ
- 1927: الولادة في بيت مشغول بالقضايا القوميّة في طرابلس
- أيار (مايو) 1941: تظاهر للمرة الأولى تأييداً لثورة الضباط الوطنيّين في العراق في وجه الإنكليز. بعدها بسنتين شارك في تظاهرة الاستقلال في طرابلس، وقتل الفرنسيون أمامه أحد أصدقائه وأصابوا صديقه أمين هاجر في ذراعه الأيسر.

1957: انتمى إلى حزب البعث العربي الاشتراكي وحضر أول اجتماع بعثي.
في بداية عام 1969 وقبل توقيع اتفاق القاهرة 1969 بين لبنان ومنظمة التحرير الفلسطينية، نشأت علاقة بينه وبين أبو علي إياد وسعيد السبع في طرابلس، محورها تنظيم العمل المقاوم ورفده بكوادر بعثية، وفيايار من عام 1972 خاض الانتخابات النيابيّة متقدّماً على الرئيس رشيد كرامي.
- 2003: عاد إلى لبنان بعد نفي طوعي بدأ عام 1990.
- هاجر من لبنان قسرا عام 1983 اثر معركة إخراج ياسر عرفات من طرابلس التي قادتها القيادة السورية بالتنسيق مع الاحزاب اللبنانية الموالية لسوريا والتنظيمات الفلسطينية الموالية لسوريا.
- استقر في العراق في ظل نظام حزب البعث الحاكم كونه امين سر حزب البعث العراقي - فرع لبنان وبقى في العراق إلى أن حدثت حرب 2003 وبعد الإطاحة بالنظام العراقي رجع إلى لبنان بتطمينات من الحكم السوري مشترطين عليه عدم فتح أي حديث سياسي عن الماضي الذي شغله الرافعي بالحديث عن التدخل السوري العسكري والسياسي والاستخباري في لبنان.[1]

## وفاته
توفي في منزله في منطقة ابي سمراء في طرابلس بتاريخ 12يوليو/ تموز 2017